# IQ博士
《IQ博士》（中国大陆又译作）是日本漫畫家鳥山明的1980年代漫畫作品。
鳥山明另一部漫畫《七龍珠》的角色也在本部漫畫中登場，是《七龍珠》主角孫悟空誤入天神村而客串登場的情形。

## 作品简介
在一個偏僻的村庄「天神村」，有名自以为天才的則卷千兵衛博士，想要制造一个與真人一样的机器人，意外制造出與理想中不同的則卷阿拉蕾，而荒诞不稽的故事情節从此展开。

## 電視動畫
改編電視動畫由東映動畫製作，第一作在1981年4月8日至1986年2月19日於富士電視台系列播放（日本時間為每週三19:00－19:30），台灣播映權由民視無線台、華視、衛視中文台、東森電視等台取得，香港播映權由香港無綫電視取得；香港版主題曲由梅艷芳演唱，2009年7月17日J2重播。1997年再推出重製版本，譯為《新IQ博士》也称为《新·机器娃娃怪博士》，許多角色的外貌設定皆經更改；香港方面，有線電視兒童台早於2003年首次播放此作，主題曲由吳君如演唱；而無綫電視則於2014年才購入此作的免費電視台的播放權，於2014年4月23日起播放。

## 廣告
- 真人版GU　(2016年9月)

2016年9月真人化GU廣告。本作第一次真人化。
- 《阿拉蕾穿裙子！？(アラレがスカート！？)》篇　(2016年9月)

演員 - 則卷阿拉蕾：中條彩未、木綠茜：內田有紀、空豆嗶助：高良健吾
8月30日於網路上傳公開。9月5日於電視上播出。
- 《不是Ca而是Co！(カーじゃなくてコー！)》篇

9月22日於網路上傳公開。

## 外部連結
- Dr. Slump（页面存档备份，存于）（日語）
- IQ博士網站（页面存档备份，存于）（英文）